# Лоуи, Дуглас
Дуглас Р. Лоуи (Douglas R. Lowy; род. 25 мая 1942, Нью-Йорк) — американский онколог, специалист по профилактическим вакцинам. Известен исследованиями вируса папилломы, проведенными совместно с John T. Schiller.
Заместитель директора и заведующий лабораторией Национального института онкологии, член Национальных Академии наук (2009) и Медицинской академии (2003) США. Лауреат Ласкеровской премии (2017), удостоен Национальной медали в области технологий и инноваций (2012).
В 1968 году получил степень доктора медицины в школе медицины Нью-Йоркского университета.
Фелло Академии Американской ассоциации исследований рака.

## Награды
- Service to America Medal[англ.], Partnership for Public Service (2007, совместно с John T. Schiller)
- Dorothy P. Landon-AACR[англ.] Prize for Translational Cancer Research (2007)
- Humanitarian Award, American Skin Association (2007)
- Novartis Prize for Clinical Immunology[англ.] (2007)
- Nathan Davis Award, Американская медицинская ассоциация (2007)
- Medal of Honor for Basic Research, Американское онкологическое общество (2007)
- Distinguished Medical Science Award, Friends of the National Library of Medicine (2009)
- Albert B. Sabin Gold Medal[англ.], Sabin Vaccine Institute (2011, совместно с John T. Schiller)
- Национальная медаль в области технологий и инноваций (2012, совместно с John T. Schiller)
- PhRMA[англ.] Research and Hope Award for Academic or Public Research (2013, совместно с Джоном Шиллером)[3]
- Harrington Prize for Innovation in Medicine[нем.] (2015)
- Премия Ласкера — Дебейки за клинические медицинские исследования (2017, совместно с John T. Schiller)
- Szent-Györgyi Prize for Progress in Cancer Research[англ.] (2018, совместно с John T. Schiller)[4]
- Science of Oncology Award, Американское общество клинической онкологии (ASCO) (2018)[5]